# Васюченко Петро Васильович
Петро Васильович Васюченко (біл. Пятро Васільевіч Васючэнка, 15 лютого 1959, Полоцьк — пом. 25 серпня 2019, Мінськ) — білоруський письменник, літературознавець, літературний критик, драматург, есеїст. Кандидат філологічних наук (1983).

## Біографія
Петро Васюченко народився в Полоцьку. Закінчив міську середню школу № 9. У 1981 році Петро Васюченко закінчив факультет журналістики Білоруського державного університету, а в 1983 році закінчив аспірантуру при Інституті літератури імені Янки Купали Академії наук Білорусі. З 1984 до 1997 року він працював науковим співробітником Інституту літератури імені Янки Купали Національної академії наук Білорусі. З 1997 року до смерті Васюченко працював завідувачем кафедри білоруської мови і літератури Мінського державного лінгвістичного університету.

## Основні наукові роботи
- Васючэнка, П. В. Драматургія і час / П. В. Васючэнка. — Мінск: Навука і тэхніка, 1991. — 143 с.
- Васючэнка, П. В. Драматургічная спадчына Янкі Купалы: Вопыт сучаснага прачытання / П. В. Васючэнка. — Мінск: Навука і тэхніка, 1994. — 171 с.
- Васючэнка, П. В. Пошукі страчанага дзяцінства: Белорусскія празаікі «сярэдняга пакалення» аб Вялікай Айчыннай вайне / П. В. Васючэнка. — Мінск: Навука і тэхніка, 1995. — 78 с.
- Васючэнка, П. В. Сучасная беларуская драматургия: дапаможнік для настаўнікаў / П. В. Васючэнка. — Мінск: Мастацкая літаратура, 2000. — 156 с.
- Васючэнка, П. В. Беларуская літаратура XX стагоддзя і сімвалізм / П. В. Васючэнка. — Мінск: МДЛУ, 2004. — 154 с.
- Васючэнка, П. В. Беларуская літаратура і свет: ад эпохі рамантызму да нашых дзён / П. В. Васючэнка, Л. П. Баршчэўскі, М. Тычыны. — Мінск: Радыела-плюс, 2006. — 574 с.
- Васючэнка, П. В. Ад тэксту да хранатопа: артыкулы, эсэ, пятрогліфы / П. В. Васючэнка. — Мінск: Галіяфы, 2009. — 194 с.

Петро Васюченко є автором довідника «Вялікія пісьменнікі XX стагоддзя» (2002) та укладачем збірки «Сучасная беларуская драматургія: традыцыі і наватарства» (2003)

## Літературні твори
За власним визначенням, Петро Васюченко писав у манері «Полоцького іронізму». Він був одним із засновників жанру фентезі у білоруськомовній літературі («Прыгоды паноў Кубліцкага і Заблоцкага» (1997) і «Жылі-былі паны Кубліцкі ды Заблоцкі» (2003)). Він є одним із найвідоміших білоруських есеїстів. Він є автором 180 науково-популярних статей, рецензій, есе. Твори письменника перекладені англійською, болгарською, німецькою, польською, російською, словацькою і чеською мовами.
П'єси Петра Васюченка йдуть на сценах білоруських театрів.
- Васючэнка, П. В. Белы мурашнік: аповеды, прыпавесці / П. В. Васючэнка. — Мінск: Мастацкая літаратура, 1993. — 109 с.
- Васючэнка, П. В. Маленькі збраяносец: Зборнік п'ес для драматычных і лялечных тэатральных калектываў / П. В. Васючэнка. — Мінск: БелІПК, 1999. — 128 с.
- Васючэнка, П. В. Прыгоды аднаго губашлепа: Аповеды пра Валентага / П. В. Васючэнка. — Мінск: ЧП "Редакция газеты «Част.детектив», 1999. — 63 с.
- Васючэнка, П. В. Жылі-былі паны Кубліцкі ды Заблоцкі: казачныя аповесці / П. В. Васючэнка. — Мінск: Мастацкая літаратура, 2003. — 97 с.
- Васючэнка, П. В. Адлюстраванні першатвора: літаратура ў філалагемах і пятрогліфах / П. В. Васючэнка. — Мінск: Логвінаў, 2004. — 144 с.
- Васючэнка, П. В. Каляровая Затока: экалагічная казка / П. В. Васючэнка. — Мінск: Мастацкая літаратура, 2008. — 142 с.
- Васючэнка, П. В. Піраміда Ліннея: кніга паэзіі / П. В. Васючэнка. — Мінск: Галіяфы, 2008. — 76 с.

## Нагороди
Лауреат літературної премії «Глиняний Велес» (2003 рік) за книгу «Жылі-былі паны Кубліцкі ды Заблоцкі».
Лауреат літературної премії «Блакітны свін» (2010 рік).